# هاخي (المهرة)

تعديل مصدري - تعديل

هاخي هي إحدى التجمعات البدوية عزلة الفيدمي بمديرية الغيظة التابعة لمحافظة المهرة، بلغ تعداد سكانها 27 نسمة حسب تعداد اليمن لعام 2004.